# 卡拉西
52°11′14″N 32°58′53″E / 52.18722°N 32.98139°E
卡拉西（烏克蘭語：Карасі），是烏克蘭北部的村莊，隸屬切爾尼希夫州的諾夫霍羅德-錫韋爾斯基區。該村面積0.08平方公里，海拔高度175米，2001年人口9，人口密度每平方公里112.5人。